# Pudukkottai
Pudukkottai est une ville indienne située dans le district de Pudukkottai dans l’État du Tamil Nadu. En 2011, sa population était de 143 745 habitants.

## Source de la traduction
- (en) Cet article est partiellement ou en totalité issu de l’article de Wikipédia en anglais intitulé « Pudukkottai » (voir la liste des auteurs).